# Thomas Nashe

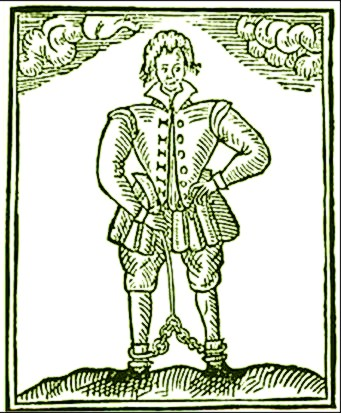
Xilogravura representando Thomas Nashe

Thomas Nashe (Lowestoft, Suffolk, 1567 — c. 1601) foi um romancista e dramaturgo inglês, considerado uma das personalidades mais polêmicas, brilhantes e talentosas de sua época. Sua obra mais conhecida é o romance picaresco A vida de Jack Wilton, de 1594, e que exerceu grande influência na literatura inglesa Nashe foi também um poeta e satirista.
Apenas é conhecida uma pequena parte da vida de Nashe. Foi baptizado em novembro de 1567 em Lowestoft (Suffolk), filho de William Nashe e Margaret Witchingham. Sua família mudou-se para West Harling, perto de Thetford em 1573. Perto de 1581, Thomas iniciou os estudos no St. John's College, em Cambridge, obtendo o grau de bacharel em 1586. Por referências das suas polémicas e de outros, ele não parece ter aí frequentado o Mestrado em Arte. A maioria dos seus biógrafos concordam que ele terá deixado o colégio no Verão de 1588, já que o seu nome aparece numa lista de estudantes que ingressaram em leituras filosóficas neste ano. As suas razões para o fazer não são claras. O seu pai faleceu no ano anterior, mas Richard Lichfield, numa reportagem de confiança duvidosa, referiu que Nashe havia sido expulso pelo seu papel em Terminus et non terminus, uma das estridentes peças teatrais populares da altura. Alguns anos depois, William Covell escreveu em Polimanteia que Cambridge «foi desagradável para o primeiro a detestá-lo até àquele tempo».
Transladou-se para Londres e começou a sua carreira literária, com seriedade. A restante década da sua vida foi dominada por duas preocupações: procurar um adequado patrono e participar em polémicas, de preferência, ao lado de Gabriel e Richard Harvey. Editou um exercício de escrita que recebeu o nome de A anatomia do absurdo. Foi a sua primeira edição impressa, mas o prefácio para o Menaphon de Robert Greene ofereceu uma clara definição da arte e uma visão geral da literatura contemporânea. Depois disto, envolveu-se na controvérsia de Martin Marprelate, ao lado dos bispos. Como os outros escritores envolvidos na polémica, a sua importância e o seu contributo na matéria são difíceis de definir e determinar. O antimartinista Alpista para um papagaio, de 1590, é hoje um dos trabalhos de Nashe mais conhecidos universalmente, ainda que contenha alguns laivos humorísticos do autor numa dedicação ao comediante William Kempe, que conheceu em Arlequim em Bergamo, enquanto Kempe retornava de uma viagem de Veneza, no Verão de 1589. No entanto, não existe qualquer evidência de que Nashe tenha visitado o estrangeiro, e, subsequentemente, nunca referiu ter visitado Veneza na sua obra.
Em 1590, contribui igualmente no prefácio de uma edição sem licença de Astrophil e Stella de Philip Sidney. Todavia a edição foi confiscada, e numa posterior edição licenciada, o trabalho de Nashe foi removido. Ao mesmo tempo, no início da década de 90, Nashe produziu um poema pornográfico, A escolha dos Valentinos, possivelmente para o círculo privado de Lord Srange. Foi posto em circulação, apenas um manuscrito.